# Wachlica
Wachlica (Dasylirion Zucc.) – rodzaj roślin z rodziny szparagowatych (Asparagaceae). Obejmuje 23 gatunki występujące na obszarze od Arizony do Teksasu i Meksyku. Wachlice były długo głównym źródłem pożywienia rdzennych mieszkańców Ameryki Północnej. Współcześnie są głównie wykorzystywane do produkcji napoju alkoholowego o nazwie sotol. W krajach o gorącym klimacie niektóre gatunki uprawiane są jako rośliny ozdobne oraz wykorzystywane w bukieciarstwie. Są też wykorzystywane jako rośliny włókniste. 

## Rozmieszczenie geograficzne
Centrum różnorodności biologicznej rodzaju jest w północno-wschodnim Meksyku, gdzie występuje 21 gatunków wachlicy, z czego 15 endemicznie. Dwa gatunki (Dasylirion lucidum i D. serratifolium) występują naturalnie w południowo-zachodnim Meksyku. Ten ostatni został introdukowany do Hiszpanii.

## Morfologia

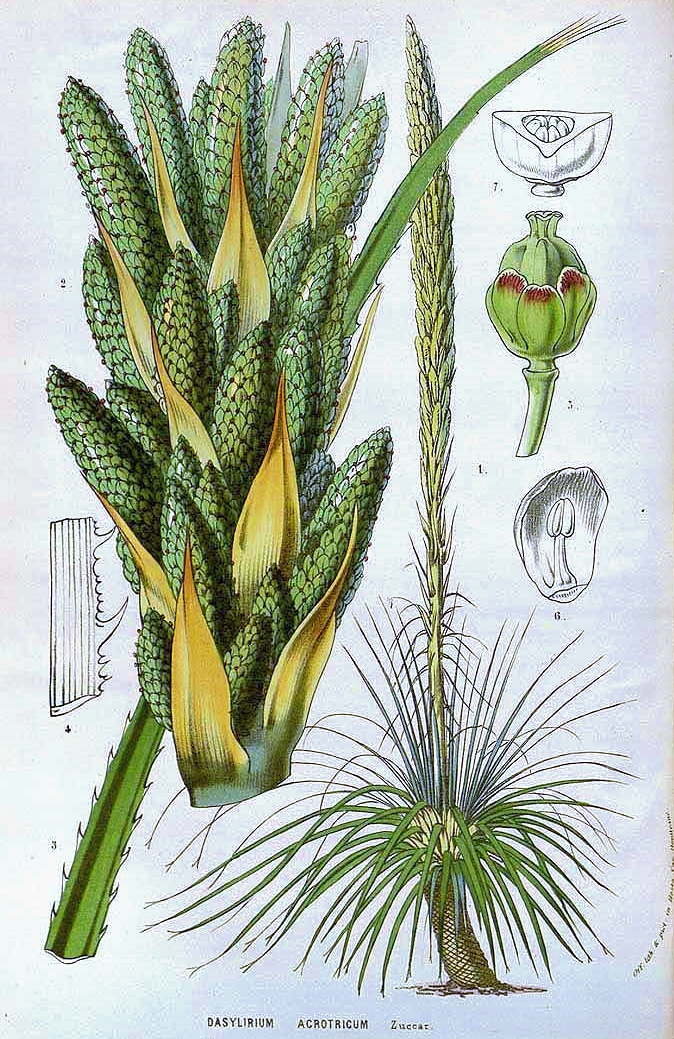
Dasylirion acrotrichum

PokrójWieloletnie rośliny zielne, krzewiaste lub drzewiaste.
PędyWiększość gatunków wachlicy tworzy zdrewniały kaudeks, który wraz ze wzrostem rośliny zwiększa swoją długość i szerokość. U niektórych gatunków kaudeks nie wyrasta ponad poziom gruntu, u niektórych tworzy pień o wysokości 2 metrów, pokryty korkowicą. Jednak u większości gatunków kaudeks nie jest zbyt silny i u starszych roślin ma tendencję do pokładania się na ziemi. Pnie są często podtrzymywane i chronione przez sztywne, martwe liście.
KorzenieMłode rośliny tworzą 2–3 duże, wrzecionowate korzenie, które są wyraźnie kurczliwe. U starszych roślin system korzeniowy jest gęsty i rozległy.
LiścieSkupione skrętolegle w rozety wyrastające z wierzchołka pędu. Blaszki liściowe są bardzo włókniste i odporne na suszę, równowąskie i raczej wzniesione, gładkie do silnie brodawkowatych, u niektórych gatunków owoszczone. Zwykle u nasady są rozszerzone, i u niektórych gatunków zgrubiałe w tej części, gromadząc wodę. Brzegi blaszek liściowych są nagie, drobnoząbkowate lub uzbrojone w rząd ostrych kolców, u niektórych gatunków zakrzywionych lub zredukowanych. Wierzchołki blaszek u starszych liści rozpadają się na masę włókien.
KwiatyRośliny dwupienne. Kwiaty jednopłciowe, zebrane w wąską, złożoną wiechę, przypominającą kłos. Pęd kwiatostanowy jest wydłużony i osiąga wysokość od 1 do 6 metrów. Na głównej osi kwiatostanu kwiaty zebrane są w skrócone pęczki lub grona, które wsparte są podsadkami, których wielkość zmniejsza się stopniowo w górę kwiatostanu. U większości gatunków podsadki są wolne i postrzępione, ale czasami gęsto zachodzą na siebie i mają kolor zielony lub czerwonawy. Pojedyncze kwiaty ułożone są ciasno i spiralnie wzdłuż osi pęczków. Każdy kwiat wsparty jest małą, błoniastą, podzieloną  przysadką. Kwiaty żeńskie wyrastają na wydatnie członowanych szypułkach. Dno kwiatowe zwykle jest bardzo małe. Okwiat składa się z sześciu wolnych, eliptycznych lub odwrotnie jajowatych listków, ze słabo rozszczepionymi wierzchołkami. Listki są zwykle białawe, zielone lub fioletowe. Naprzeciw listków położonych jest sześć zredukowanych, niefunkcjonalnych pręcików. Zalążnia jest trójgraniasta i jednokomorowa. Początkowo zalążnia zawiera od 2–3 do sześciu zalążków, jednak tylko jeden lub rzadko dwa dojrzewają do nasion. Szyjka słupka jest bardzo krótka i trójłatkowa. Łatki te tworzą otwartą rurkę, która zamyka się po zapyleniu. Kwiaty męskie osadzone są na krótkich, nieczłonowanych szypułkach i mają bardzo krótkie dno kwiatowe. Okwiat jest sześciolistkowy. Listki są wolne, odwrotnie jajowatych o słabo rozszczepionych wierzchołkach. Sześć pręcików ma nagie nitki z wystającymi ponad okwiat, grzbietowo osadzonymi i pękającymi do wewnątrz pylnikami.
OwoceDojrzały owoc wachlicy jest trudny do sklasyfikowania. Opisywany jest jako niepękająca torebka, orzeszek, a z uwagi na obecność trzech skrzydełek, także jako skrzydlak. Istnieje znaczne zróżnicowanie wielkości owoców. Nasiona są trójgraniaste, wartołkowate i złotobrązowe.

## Biologia i ekologia

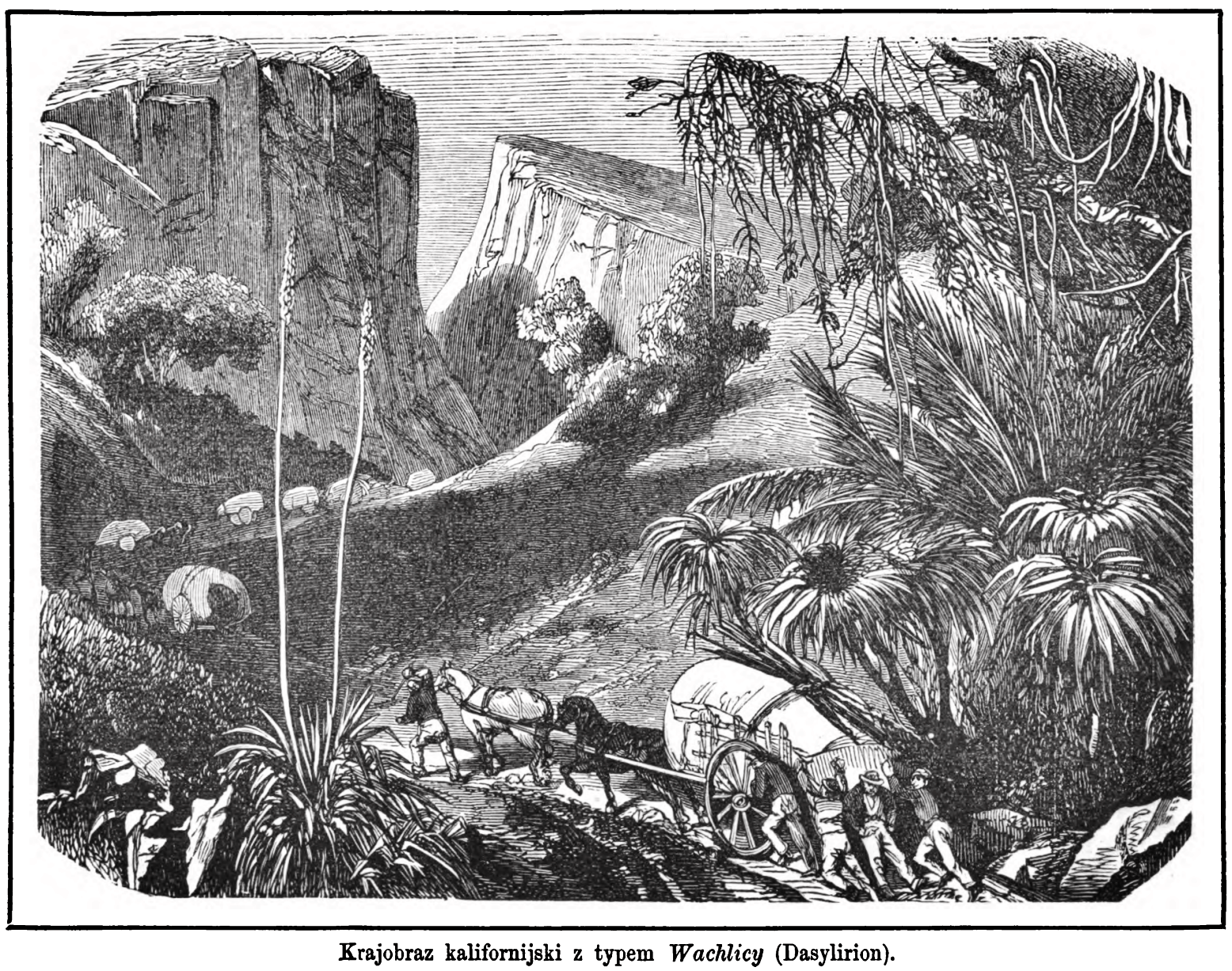
Krajobraz Kalifornii z wachlicą (drzeworyt ze Świata Roślinnego Muellera, 1867 rok)

RozwójKserofity, jednak niesukulenty. Kwitną wiosną i wczesnym latem. Kwiaty wachlicy odwiedzane są przez wiele owadów. Najczęstszymi i najliczniejszymi, prawdopodobnie odpowiedzialnymi za większość zapylania, są małe pszczoły z rodzin smuklikowatych, pszczolinkowatych i lepiarkowatych. Większe pszczoły, takie jak Apis i Bombus, są również powszechnie spotykane na wachlicach, podobnie jak różne bzygowate, chrząszcze przekraskowate i osy.
SiedliskoSkaliste zbocza górskie, wzgórza i pogórze na terenach pustynnych i półpustynnych, w tym pustynne formacje zaroślowe i trawiaste, step zaroślowy oraz chaparral górski.
Interakcje międzygatunkoweNasiona wachlic stanowią źródło pożywienia dla piaszczyków z gatunku Ammospermophilus interpres. Rośliny z tego rodzaju stanowią też składnik diety mulaka czarnoogonowego.
Wewnątrz pędów kwiatostanowych wachlic rozwijają się larwy chrząszczy z rodziny bogatkowatych i obumierkowatych.

## Systematyka

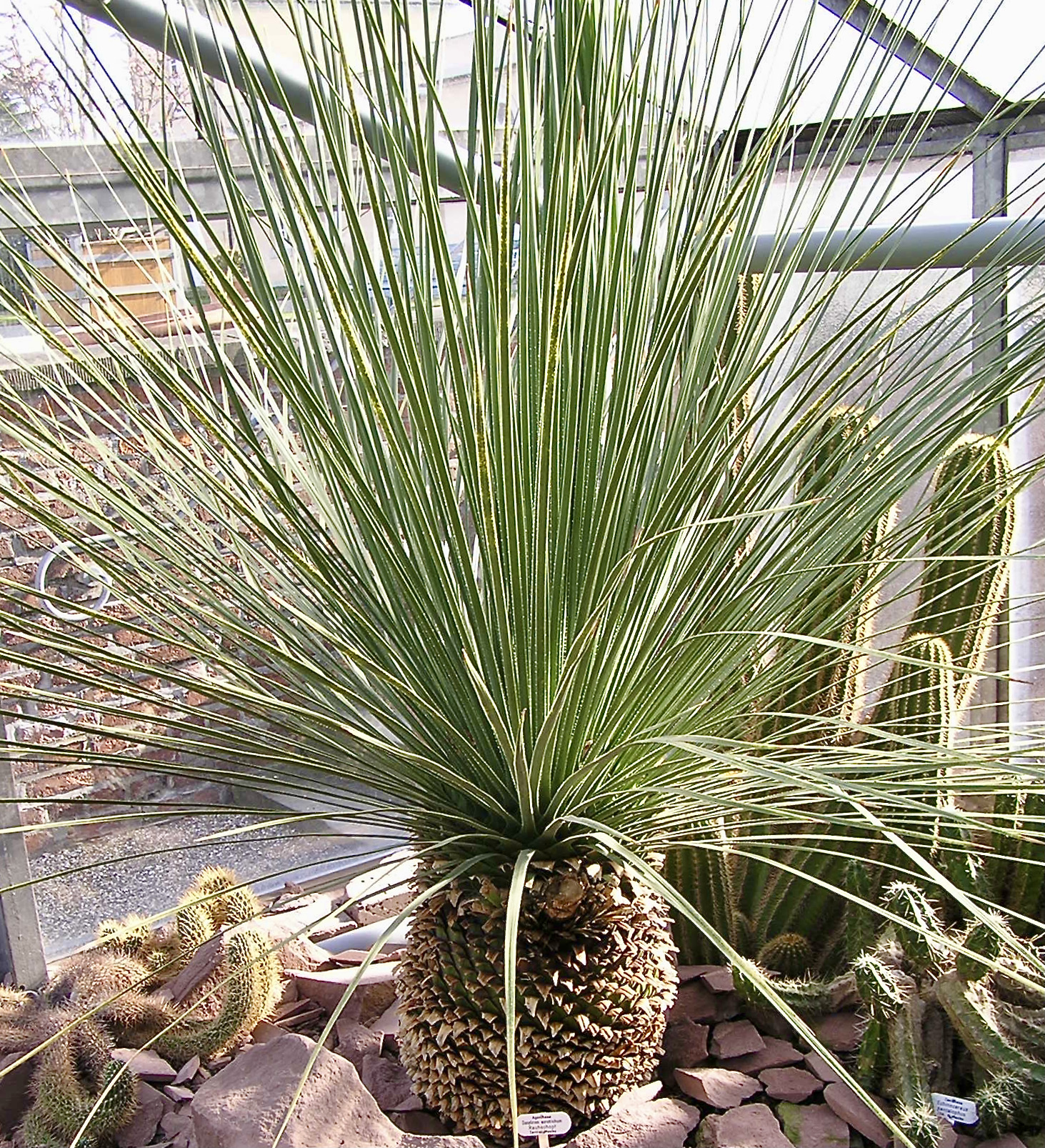
Dasylirion acrotrichum

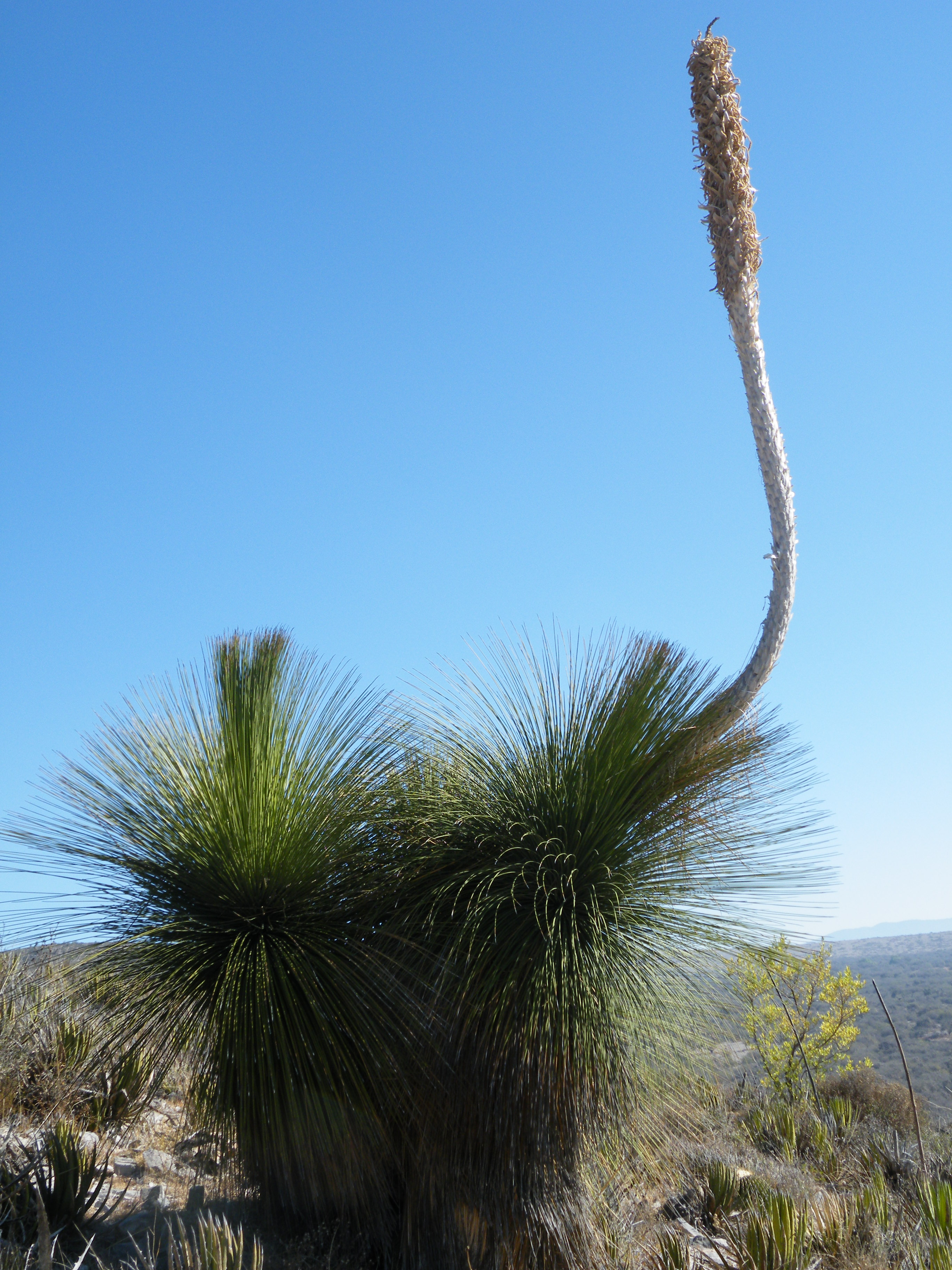
Wachlica długa

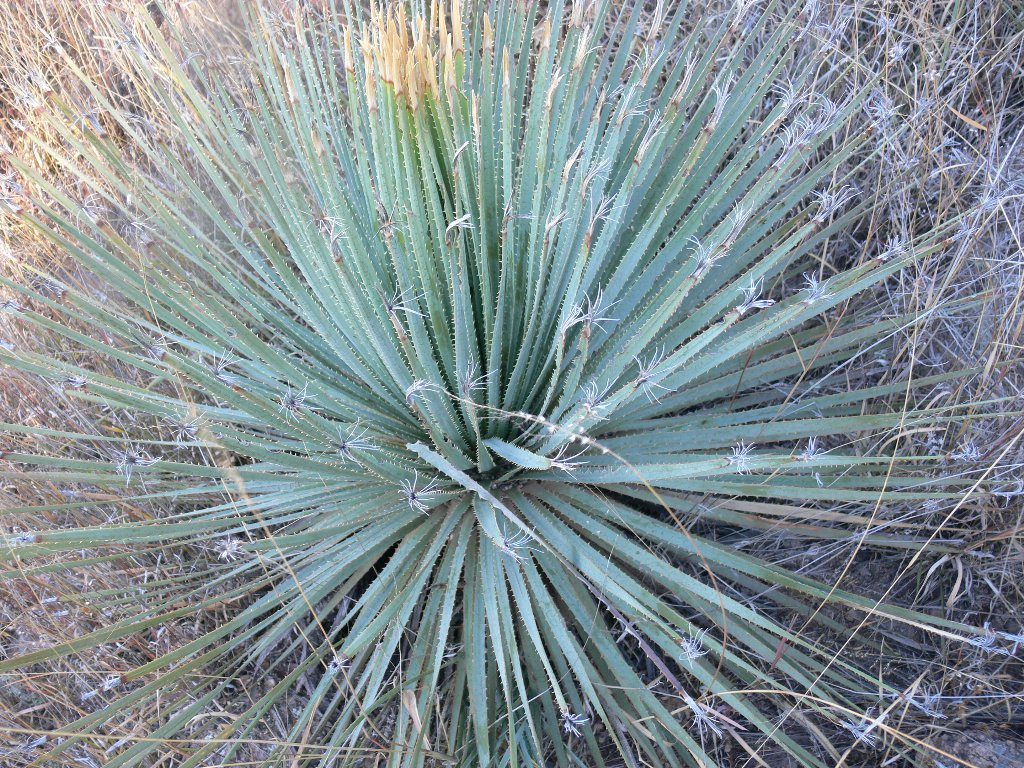
Dasylirion occidentailis

Ujęcie systematyczneRodzaj z plemienia Nolineae w podrodzinie Nolinoideae z rodziny szparagowatych.
Historycznie zaliczany do rodziny liliowatych (Liliaceae), myszopłochowatych (Ruscaceae), Nolinaceae (np. system Takhtajana z 1997 roku i system Kubitzkiego z 1998 roku).
Podział rodzaju
- sekcja Dasylirion (= Eudasylirion Trelease) o liściach dwubrzegowych, zwykle nieco wklęsłych, z nieregularnym, podłużnym grzbietem, o brzegach kolczastych i drobnoząbkowanych, obejmująca ok. 9 gatunków,
- sekcja Quadrangulatae (Trelease) Kraus o liściach czworokanciastych, nieuzbrojonych, obejmująca około 4 gatunków,
- sekcja Glaucophyllum Hochstaetter o liściach owoszczonych, obejmująca około 9 gatunków.

Wykaz gatunków
- Dasylirion acrotrichum (Schiede) Zucc.
- Dasylirion berlandieri S.Watson
- Dasylirion cedrosanum Trel.
- Dasylirion durangense Trel.
- Dasylirion gentryi Bogler
- Dasylirion glaucophyllum Hook.
- Dasylirion graminifolium (Zucc.) Zucc.
- Dasylirion leiophyllum Engelm. ex Trel.
- Dasylirion longissimum Lem. – wachlica długa
- Dasylirion longistylum J.F.Macbr.
- Dasylirion lucidum Rose
- Dasylirion micropterum Villarreal, A.E.Estrada & Encina
- Dasylirion miquihuanense Bogler
- Dasylirion occidentalis Bogler ex Hochstätter
- Dasylirion palaciosii Rzed.
- Dasylirion parryanum Trel.
- Dasylirion quadrangulatum S.Watson
- Dasylirion sereke Bogler
- Dasylirion serratifolium (Karw. ex Schult. & Schult.f.) Zucc.
- Dasylirion simplex Trel.
- Dasylirion texanum Scheele
- Dasylirion treleasei (Bogler) Hochstätter
- Dasylirion wheeleri S.Watson ex Rothr.

## Nazewnictwo
Etymologia nazwy naukowejNazwa naukowa rodzaju pochodzi od greckich słów δασύς (dasis – kudłaty, krzaczasty) i λείριον (leirion – lilia).
Nazwy zwyczajoweW językach Indian, a z nich w języku angielskim zwyczajową nazwą wachlicy jest sotol.
W języku polskim rodzaj Dasylirion został wymieniony przez Michała Czepińskiego w wydanym w 1868 roku poradniku ogrodniczym Powszechne ogrodnictwo pod polską nazwą lilia kosmata. W wydanym w 1894 roku Słowniku nazwisk zoologicznych i botanicznych polskich Erazma Majewskiego jako polską autor podał nazwę wachlica. Józef Rostafiński w wydanym w 1900 roku Słowniku polskich imion rodzajów oraz wyższych skupień roślin podał dla rodzaju Dasylirion nazwy wachlica, lilia kosmata i bonapartka. W Słowniku nazw roślin obcego pochodzenia pod redakcją Ludmiły Karpowiczowej z 1973 roku podana została polska nazwa rodzaju gatunku Dasylirion longissimum – wachlica długa. W wydanym w 2008 roku Słowniku roślin zielnych łacińsko-polskim Wiesława Gawrysia rodzaj nie został ujęty.

## Zagrożenie i ochrona
Handel żywymi wachlicami długimi podlega od 1997 roku ograniczeniom w Unii Europejskiej na podstawie Rozporządzenia Rady (WE) nr 338/97 z dnia 9 grudnia 1996 roku w sprawie ochrony gatunków dzikiej fauny i flory w drodze regulacji handlu nimi. 

## Znaczenie użytkowe

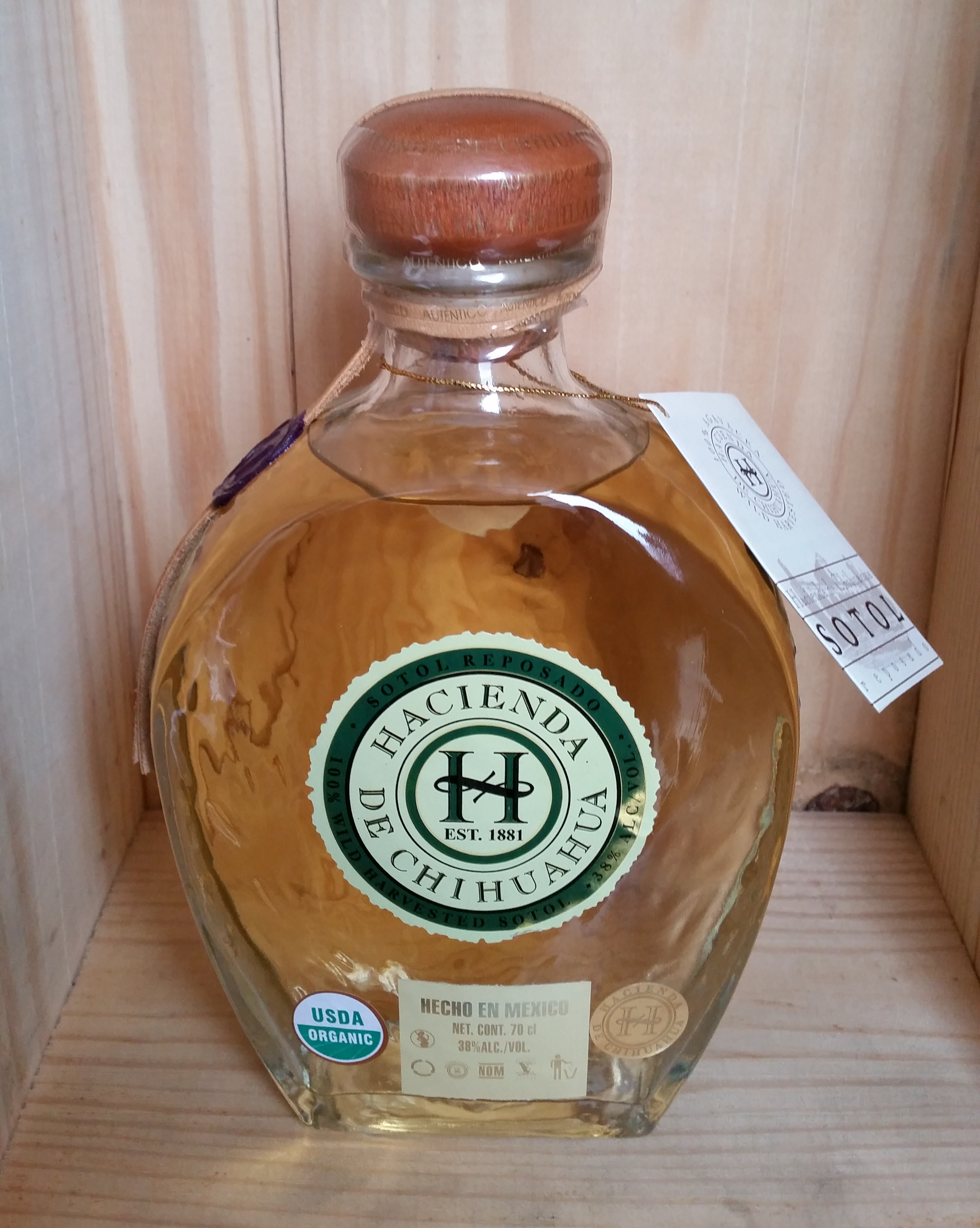
Sotol

Rośliny spożywczeWachlice były długo głównym źródłem pożywienia rdzennych mieszkańców terenów zachodniego Teksasu. Na stanowisku archeologicznym na zachód od Del Rio odkryto pozostałości palenisk sprzed kilku tysięcy lat, wykorzystywanych do pieczenia sotolu. Jadalne są kaudeksy, młode pędy kwiatostanowe i nierozwinięte kwiatostany, a także nasiona, głównie gatunku Dasylirion wheeleri. Pieczone kwiatostany i pędy kwiatostanowe są też po sfermentowaniu wykorzystywane do produkcji napoju alkoholowego o nazwie sotol. Tepehuanie w Meksyku jedzą też pieczone korzenie.
Tradycyjnie Indianie pieką wachlice w specjalnych paleniskach. Pędy umieszczane są na żarzących węglach w dołach wypełnionych kamieniami i przykrywane liśćmi i ziemią. Po 48 godzinach wypieczone wachlice stają się słodkie i miękkie. Pulpa jest żuta, aby oddzielić słodki sok od włókien. Współcześnie wachlice mogą być pieczone w folii aluminiowej w temperaturze 180 °C przez 10 godzin lub dłużej.
Pędy i nasady liści wykorzystywane były jako pasza dla bydła w czasie suszy.
Rośliny ozdobneWachlica długa, Dasylirion texanum i D. wheeleri są uprawiane w krajach o ciepłym klimacie jako rośliny ogrodowe. W Polsce nie mogą być uprawiane w gruncie (strefy mrozoodporności: 8–11).
Ususzone i lakierowane nasady blaszek liściowych, zwane pustynnymi łyżkami są stosowane w bukieciarstwie.
Rośliny włóknisteLiście wachlicy są powszechnie wykorzystywane do budowy strzech, plecenia mat, sakiew, kapeluszy oraz powrozów. Sandały i sznury z włókien wachlicy sprzed kilku tysięcy lat odkryto w stanowisku archeologicznym na zachód od Del Rio w Teksasie.
Inne zastosowaniaPędy wachlicy były wykorzystywane w budownictwie oraz jako paliwo.